# 玄相主
玄相主（현상주，?—），北韓政治家，任職朝鮮職業總同盟委員會委員長、朝鮮勞動黨中央委員會候補委員及最高人民會議代議員。

## 生平
玄相主的早期事跡不詳，資料對其記錄始於2004年。當年4月，他獲金日成勛章。2010年，他被委任為朝鮮職業總同盟委員會的委員長，又成為最高人民會議的常任委員會委員長。同年9月，入選黨中央委員會的候補委員名單。2011年7月，出任當屆地方選區的選舉委員會指導員。12月，最高領導人金正日離世，玄相主被繼任人金正恩納為治喪委員會的成員。翌年，出任國家體育指導委員會委員。
2014年2月，玄相主先獲委任為應屆最高人民會議選舉的選舉委員會委員。在隨後一個月舉行的選舉中，他當選為代議員。

## 資料來源
1. 1 2 3  현상주[]
2. ↑  .   [2014-03-20]. （原始内容存档于2017-11-10）.